# ウラジーミル・セミョーノフ
ウラジーミル・ニコライヴィッチ・セミョーノフ（Vladimir Nikolayevich Semyonov, 1874年1月20日-1960年2月1日）は、ロシアの都市プランナー、建築家、都市理論家。20世紀初頭のロシア、ソビエトの都市計画界の重鎮として活躍。首都モスクワの都市計画や共和国各地の都市計画に尽力、またイングランド滞在中田園都市建設にも携わり、イングランド発祥の田園都市理論をロシアに紹介し、国内の普及にも努めた人物。キスロボーツク出身。

## 経歴等
- 1892年-1898年、サンクトペテルブルク建設技術学校で学ぶ
- 1899年-1901年、南アフリカ共和国・アングロボーア戦争でボーア側義勇軍として従軍
- 1901年、ロシアに帰国。建築の仕事に就く
- 1904年、エカテリンブルクの劇場やZheleznovodskのブハラ・アミールのエキゾチックなMoresqueダチャ（現在療養所）を設計
- 1908年まで、コーカサスに在住、また、1912年までに、西ヨーロッパ各地を旅行し、しばらくイングランドに滞在。そのころエベネザー・ハワードやレイモンド・アンウィンらを紹介され、彼らと協働、アンウィンらの下でガーデンシティ設計にも関与。田園都市思想をロシアに紹介する
- 1913年-1914年、ロシアに帰国してから早速、モスクワのモス・ソビエト建築部局に勤務し、モスクワ近郊プロソロフスカヤ駅セツルメントを設計、ロシア田園都市の最初の例となる。また、ロシアの都市計画の伝統とこのアイデアと一斉に開発に努めた
- 1913年以降は、ヴフテマスでも教鞭をとり、人材育成にも関与
- 1922年から、ヴフテマスではイワン・ジョルトーフスキーやヴェスニン兄弟の長男レオニードらと第一部会に所属して、教育にあたる
- 1922年以降、モス・ソビエト建築部局都市部部長、のちに建設部局長として、新たな国内の諸都市都市基本計画に従事。ジョルトーフスキーらとソビエトのモスクワ地区セクションのりーダーとして腕を振るう
- 1923年、ソ連五カ年計画をうけて「新モスクワ都市計画」を発表
- 1924年からは、ソ連労働者組合運営の都市造営を目指し、イヴァノヴォ-ヴォツネセンクスなど新都市の造営を開始。都市の全体計画を担当。ヴェスニンやセルゲイ・チェルニシェフらと取り組み、1927年に竣工。この造営ではロシアで初めて標準化された住宅工法が大規模に適用された
- 1929年、ARUのE.M.ポポフ、イワン・ソボレフらとスターリングラード都市基本計画を作成
- 1935年、モスクワ計画を発表。以降はモスクワの拡張計画や国内各地の都市計画に多く関与